# Verletzung der Hausordnung eines Gesetzgebungsorgans
Die Verletzung der Hausordnung eines Gesetzgebungsorgans ist nach deutschem Recht gemäß § 112 des Gesetzes über Ordnungswidrigkeiten (OWiG) eine Ordnungswidrigkeit.

## Geschichte und Normenkonkurrenz
Der § 112 OWiG ist die Ersatzvorschrift für die Behandlung der leichteren Fälle des § 106b StGB a.F. Der § 106b StGB neuer Fassung behandelt nur noch Fälle, in denen die Tätigkeit eines Gesetzgebungsorgans verhindert oder gestört wird. Es handelt sich hier um einen sogenannten unechten Mischtatbestand, da bei Vorliegen der Qualifikationsmerkmale des Hinderns oder Störens der § 106b StGB den § 112 OWiG gemäß § 21 OWiG verdrängt. Liegt ein Hausfriedensbruch gemäß § 123 StGB vor, so verdrängt dieser ebenfalls den § 112 OWiG.

## Geschütztes Rechtsgut
Das geschützte Rechtsgut ist grundsätzlich die ungestörte Tätigkeit der Gesetzgebungsorgane des Bundes und der Länder. Der § 112 OWiG ist für Fälle gedacht, in denen gegen die in den Hausordnungen (als Beispiel sei hier die GeschOBT genannt) dieser Organe oder in Anordnungen des Gesetzgebungsorgans oder dessen Präsidenten geregelten Betretungs- oder Verweilrechte bzw. -verbote gehandelt wird.

## Adressatenkreis
Der Adressatenkreis dieses Paragraphen für jedermann ist durch den § 112 Abs. 3 OWiG dahingehend eingeschränkt, dass § 112 Abs. 1 und 2 OWiG für die dort aufgezählten Personen nicht gilt. Die in Abs. 3 aufgezählten Personen können diese Ordnungswidrigkeit also nicht begehen. Die in Abs. 3 genannten Beauftragten sind namentlich die Ministerialbeamten der Bundes- und Landesregierungen. Eine bestimmte Form der Beauftragung ist nicht notwendig. Abs 3 erstreckt sich jedoch nur auf Handlungen im Bereich des Gesetzgebungsorgans. Ein Verstoß gegen § 112 OWiG durch die dort genannten Personen in deren Freizeit und ohne Bezug zu deren dienstlichen Aufgaben fällt nicht unter den Ausschluss des § 112 Abs. 3 OWiG.

## Gebäude
Gebäude im Sinne dieser Vorschrift ist das Gebäude, welches durch das Gesetzgebungsorgan benutzt wird und für das die Anordnung erlassen wurde. Hierbei sind die Besitzverhältnisse am Gebäude unerheblich und die Vorschrift gilt auch für auswärtige Sitzungen in einem anderen als dem üblichen Gebäude. Grundstücke müssen der Verwaltung des Gesetzgebungsorganes (als Besitzer oder Mieter/Pächter) unterstehen.

## Subjektiver Tatbestand
Die Tat kann nur vorsätzlich begangen werden, wobei bedingter Vorsatz ausreichend ist. Die jeweilige Anordnung muss vom Täter in seinen Vorsatz aufgenommen worden sein.

## Verwaltungsbehörde
Die für die Ahndung zuständige Verwaltungsbehörde ist gemäß § 131 Abs. 1 Nr. 1 OWiG im Bereich des Deutschen Bundestages der Direktor beim Deutschen Bundestag und im Bereich des Bundesrates dessen Direktor. Die Zuständigkeiten für die Gesetzgebungsorgane der Länder sind in den jeweiligen landesrechtlichen Vorschriften geregelt.

## Bußgeldhöhe
Die Tat kann mit einem Bußgeld von bis zu EUR 5.000,00 geahndet werden (§ 112 Abs. 2 OWiG).

## Verjährung
Die Verjährungsfrist beträgt gemäß § 31 Abs. 2 Nr 2 OWiG zwei Jahre.